# Арфа, Хасан
Хасан Арфа (перс. حسن ارفع‎; 1895, Тифлис, Тифлисская губерния, Российская империя — 1983, Монте-Карло, Монако) — иранский военачальник, генерал Пехлевистского Ирана. 

## Биография

### Ранние годы
Родился в Тифлисе (ныне Тбилиси) в 1895 году.
Его отец Реза Хан Арфа был иранским дипломатом, служившим в персидском генеральном консульстве в Тифлисе. Позже он стал послом в Турции и России, а также представителем Ирана в Лиге Наций в Женеве.
Его мать, Людмила Джервис, была дочерью  британского дипломата и русской дворянки из рода Демидовых.
Родители Хасана развелись в 1900 году, и его мать вместе с ним переехала в Париж. Раннее образование получил посещая частные школы в Швейцарии, Франции и Монако.

### Военная карьера
После начала военных действий между Болгарией, Сербией, Грецией, Черногорией и Османской империей в 1912 году Хасан Арфа в возрасте 16 лет записался в османскую армию в качестве добровольца. Он был принят в кадетскую школу в Стамбуле и начал обучение на офицера. После он покинул кадетскую школу и в январе 1914 года вместе с отцом отправился в Тегеран, чтобы занять пост на дипломатической службе Ирана в соответствии с пожеланиями отца. Однако затем Хасан Арфа решил продолжить военную карьеру и был принят в королевскую гвардию. Будучи членом королевской гвардии, он стал свидетелем коронации Ахмад-шаха. Он дослужился до звания лейтенанта королевской гвардии.
После начала Первой мировой войны Хасан Арфа вместе с отцом покинул Иран и вернулся в Монако. Он хотел продолжить свое военное образование в кавалерийской школе в Париже. В связи с войной кавалерийская школа была преобразована в артиллерийскую. В апреле 1915 года Хасан Арфа начал кавалерийскую подготовку в швейцарской армии в Берне. После окончания кавалерийской подготовки Хасан Арфа отправился в Стамбул, чтобы вступить в ряды османской армии в качестве добровольца. Поскольку он был действующим офицером иранской армии, которая считалась нейтральной, его не приняли в османскую армию. Он вернулся в Монако, так ничего и не добившись.
После окончания Первой мировой войны Хасан Арфа вернулся в Иран в 1920 году и поступил на службу в персидскую жандармерию, которой руководили шведские офицеры. Почти сразу же он стал участником боевых действий с советскими войсками, которые оккупировали север Ирана с целью установления там коммунистического правительства.

### При Пехлеви
Арфа впервые встретился с Резой-шахом Пехлеви, который в то время был военным министром, в 1921 году. Его волевой характер произвел на него глубокое впечатление, и Арфа оставался верным сторонником Пехлеви на протяжении всей своей жизни. В 1923 году Арфа женился на Хильде Бьюик, британской балерине из «Русского балета» Сергея Павловича Дягилева, с которой он познакомился в Монако; у них родилась дочь Лейла. В 1926 году он был военным атташе в Лондоне, а с 1927 по 1929 год учился в штабном колледже в Париже. После обучения во Франции ему присвоили звание подполковника и назначили командиром недавно сформированного кавалерийского полка гвардии Пехлеви, который он превратил в дисциплинированное и профессиональное подразделение. Реза-шах назначил его комендантом Военной академии, а в 1932 году присвоил ему звание полковника. В 1934 году Арфа сопровождал Реза-шаха во время его официального визита в Турцию. В 1936 году он был назначен генеральным инспектором кавалерии и вооруженных сил, а в 1939 году получил звание генерала. Во время совместного англо-советского вторжения в Иран в августе 1941 года шах назначил Арфу начальником штаба. После того как англо-советские войска разгромили иранскую армию и заставили Реза-шаха подписать отречение, его сын и преемник Мохаммед Реза Пехлеви назначил Арфу начальником военной разведки.
В 1940-х и 1950-х годах Арфа стал участвовать в национальной политике. В начале 1946 года Арфа сыграл важную роль в сборе подписей депутатов парламента под петицией в поддержку жалобы Ирана в Совет Безопасности ООН на то, что советские войска продолжают оккупацию севера Ирана в нарушение соглашения о выводе войск.
Просоветские политики осуждали Арфу в парламенте и прессе, и в результате премьер-министр Ахмад Кавам настоял на том, чтобы Арфа был уволен с поста начальника генерального штаба. В 1946 году Арфа был заключен в тюрьму на семь месяцев. В конце концов его оправдали, но в марте 1947 года он был уволен в отставку с действительной службы.